# Новош Франц Антонович
Франц Антонович Новош (1898 — розстріляний 26 березня 1937) — радянський партійний діяч, 1-й секретар Краснолуцького міського комітету КП(б)У Донецької області, 3-й секретар Вінницького обкому КП(б)У. Член ВУЦВК.

## Біографія
Член РКП(б) з 1919 року.
Перебував на відповідальній партійній роботі.
У листопаді 1930 — 1932 року — завідувач таємного відділу ЦК КП(б)У.
У лютому — жовтні 1932 року — 3-й секретар Вінницького обласного комітету КП(б)У.
У грудні 1932 — 1933 року — секретар Дніпропетровського обласного комітету КП(б)У із постачання.
На 1933—1934 роки — 1-й секретар Краснолуцького міського комітету КП(б)У Донецької області.
До вересня 1936 року — завідувач Донецького обласного відділу народної освіти.
4 вересня 1936 року заарештований органами НКВС. За вироком Військової колегії Верховного Суду СРСР 26 березня 1937 року засуджений до страти, розстріляний того ж дня.
Посмертно реабілітований.